# EleKtriK
EleKtriK is een muziekalbum van de Britse band King Crimson. Het is uitgegeven als een speciale editie in de DGM King Crimson Collector's Club (KCCC) serie. Het album is een registratie van een concert op 16 april 2003 in de Kouseinenkin Kaikan (Tokyo) tijdens een korte tournee dat de band deed in Japan 2003 naar aanleiding van het uitkomen van het album The Power To Believe.
De tournee bestond uit de volgende optredens:
- 12 april Matsumoto
- 13-17 april Tokio
- 19 april Fukuoka
- 20 april Nagoya
- 21 april Osaka

## Musici
King Crimson bestond destijds uit:
- Robert Fripp - gitaar
- Adrian Belew – gitaar en zang
- Trey Gunn – (fretless) Warr Guitar
- Pat Mastelotto – drums en percussie

## Composities
1. Introductory Soundscape
2. The Power To Believe I (a capella)
3. Level Five
4. Prozakc Blues
5. EleKtriK
6. Happy With What You Have To Be Happy With
7. One Time
8. Facts Of Life
9. The Power To Believe II (power circle)
10. Dangerous Curves
11. Larks' Tongues in Aspic Part IV
12. The World's My Oyster Soup Kitchen Floor Wax Museum.

Achter (11) zit verstopt de compositie Coda; een coda, dat normaliter behoort bij de compositie VROOOM.

## Trivia
- In Japan behoort EleKtriK tot de reguliere uitgaven; voor de rest van de wereld is het een speciale editie in de langlopende serie King Crimson Collector’s Club;
- de hoofdletter/kleine letterspelling is van de groep zelf;
- de opnamen klinken dynamiekloos.